# Lyng, Somerset
Lyng är en ort och civil parish i Storbritannien.   Den ligger i grevskapet Somerset och riksdelen England, i den södra delen av landet, 200 km väster om huvudstaden London. Lyng ligger 6 meter över havet och antalet invånare är 338.
Terrängen runt Lyng är huvudsakligen platt, men västerut är den kuperad. Runt Lyng är det ganska tätbefolkat, med 214 invånare per kvadratkilometer. Närmaste större samhälle är Taunton, 11,7 km väster om Lyng. Trakten runt Lyng består till största delen av jordbruksmark.